# レイモンド・ムラタラ
レイモンド・ムラタラ（Raymond Muratalla、1997年1月15日 - ）は、アメリカ合衆国のプロボクサー。カリフォルニア州ウェストコビーナ出身。現IBF世界ライト級王者。

## 来歴

### プロ時代
2016年9月16日、ティフアナのプラザ・デ・トロス・カリエンテでプロデビュー戦を行い、1回2分51秒TKO勝ち。
2023年5月20日、ネバダ州ラスベガスのMGMグランド・ガーデン・アリーナでジェレミア・ナカティラとNABF北米・WBOグローバルライト級王座決定戦行い、2回2分48秒TKO勝ちを収め両王座を獲得した。
2024年7月13日、ネバダ州ラスベガスのパームス内パール・シアターで元IBF世界スーパーフェザー級王者のテヴィン・ファーマーとNABF王座防衛戦及びNABO北米ライト級王座決定戦を行い、10回3-0（97-92、96-93、95-94）の判定勝ちを収めNABF王座は2度目の防衛、NABO王座を獲得した。
2025年5月10日、カリフォルニア州サンディエゴのペチャンガ・アリーナでエマヌエル・ナバレッテ対チャーリー・スアレスの前座でワシル・ロマチェンコの不活動に伴うIBF世界ライト級暫定王座決定戦をIBF世界ライト級2位のザウル・アブドゥラエフと行い、12回3-0（119-109×2、118-110）判定勝ちを収め王座獲得に成功した。
2025年6月9日、IBFは前IBF世界ライト級王者ワシル・ロマチェンコの現役引退による王座返上に伴いムラタラを同日付で暫定王座から正規王座に昇格させた。

## 戦績
- プロボクシング：23戦 23勝 (17KO) 無敗

| 戦           | 日付           | 勝敗 | 時間    | 内容    | 対戦相手                               | 国籍             | 備考                                         |
| ------------ | -------------- | ---- | ------- | ------- | -------------------------------------- | ---------------- | -------------------------------------------- |
| 1            | 2016年9月16日  | ☆    | 1R 2:51 | TKO     | ヘスス・サンドバル                     | アメリカ合衆国   | プロデビュー戦                               |
| 2            | 2016年11月18日 | ☆    | 1R 2:04 | TKO     | ホルヘ・ルイス・ロペス                 | メキシコ         |                                              |
| 3            | 2017年5月11日  | ☆    | 3R 2:55 | KO      | ハビエル・メラス                       | メキシコ         |                                              |
| 4            | 2018年5月17日  | ☆    | 4R      | 判定3-0 | ベンジャミン・ダ・クーニャ             | ポルトガル       |                                              |
| 5            | 2018年8月10日  | ☆    | 4R      | 判定3-0 | ギヨーム・ロレンゾ                     | フランス         |                                              |
| 6            | 2019年1月18日  | ☆    | 2R 1:37 | KO      | ニコラス・アティリオ・ベラスケス       | アルゼンチン     |                                              |
| 7            | 2019年4月20日  | ☆    | 3R 2:58 | KO      | ホセ・セン・トレス                     | メキシコ         |                                              |
| 8            | 2019年6月28日  | ☆    | 1R 終了 | TKO     | アグスティン・マウラス                 | アメリカ合衆国   |                                              |
| 9            | 2019年11月2日  | ☆    | 5R 0:51 | KO      | アルヌルフォ・ベセラ                   | アメリカ合衆国   |                                              |
| 10           | 2020年8月29日  | ☆    | 7R 2:24 | TKO     | セサル・アラン・バレンスエラ・サタライ | メキシコ         |                                              |
| 11           | 2020年11月14日 | ☆    | 3R 2:40 | TKO     | ルイス・ポロソ                         | エクアドル       |                                              |
| 12           | 2021年5月22日  | ☆    | 5R 1:40 | TKO     | ホセ・ガレゴス                         | アメリカ合衆国   |                                              |
| 13           | 2021年11月20日 | ☆    | 5R 2:20 | TKO     | エリアス・ダミアン・アラウホ           | アルゼンチン     |                                              |
| 14           | 2022年4月30日  | ☆    | 3R 2:27 | KO      | ジェレミー・ヒル                       | アメリカ合衆国   |                                              |
| 15           | 2022年7月15日  | ☆    | 8R      | 判定3-0 | ハイル・バルティエラ                   | メキシコ         |                                              |
| 16           | 2022年11月12日 | ☆    | 6R 2:23 | TKO     | ミゲル・コントレラス                   | アメリカ合衆国   |                                              |
| 17           | 2023年3月25日  | ☆    | 9R 2:40 | KO      | ウンベルト・ガリンド                   | アメリカ合衆国   |                                              |
| 18           | 2023年5月20日  | ☆    | 2R 2:48 | TKO     | ジェレミア・ナカティラ                 | ナミビア         | NABF北米・WBOグローバルライト級王座決定戦    |
| 19           | 2023年11月4日  | ☆    | 8R 1:45 | TKO     | ディエゴ・トーレス・ヌニェス           | メキシコ         | NABF防衛1・WBOグローバル防衛1                |
| 20           | 2024年3月29日  | ☆    | 10R     | 判定3-0 | ゾリサニ・ヌドンゲニ                   | 南アフリカ共和国 |                                              |
| 21           | 2024年7月13日  | ☆    | 10R     | 判定3-0 | テヴィン・ファーマー                   | アメリカ合衆国   | NABO北米ライト級王座決定戦 NABF防衛2         |
| 22           | 2024年11月2日  | ☆    | 2R 1:45 | TKO     | ヘスス・アントニオ・ペレス・カンポス   | メキシコ         |                                              |
| 23           | 2025年5月10日  | ☆    | 12R     | 判定3-0 | ザウル・アブドゥラエフ                 | ロシア           | IBF世界ライト級暫定王座決定戦→正規王座に認定 |
| テンプレート |                |      |         |         |                                        |                  |                                              |

## 獲得タイトル
- NABF北米ライト級王座
- WBOグローバルライト級王座
- NABO北米ライト級王座
- IBF世界ライト級暫定王座（防衛0=正規王座に認定）
- IBF世界ライト級王座（防衛0）